# Județul Soroca (interbelic)
Județul Soroca a fost o unitate administrativă de ordinul întâi din Regatul României, aflată în regiunea istorică Basarabia. Reședința județului era orașul Soroca.

## Întindere

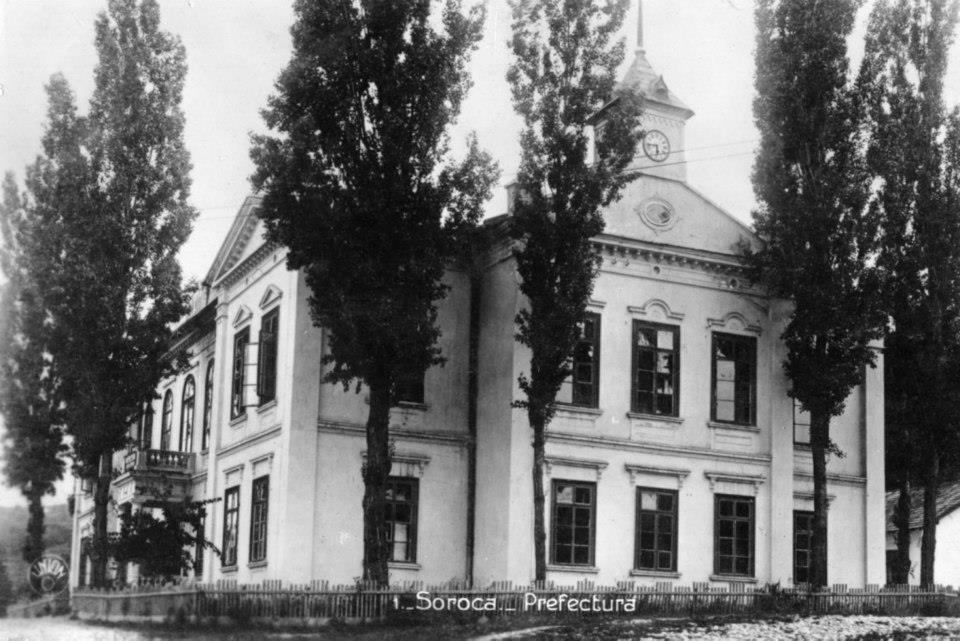
Clădirea Prefecturii județului Soroca din perioada interbelică, cunoscută în prezent sub denumirea clădirea fostei cârmuiri a zemstvei din Soroca. Construită în anii 1876-1877 pe o terasă de lângă râul Nistru, în axul străzii care mărginea la nord scuarul orășenesc din Soroca, clădirea-monument istoric se află astăzi într-o avansată stare de degradare.

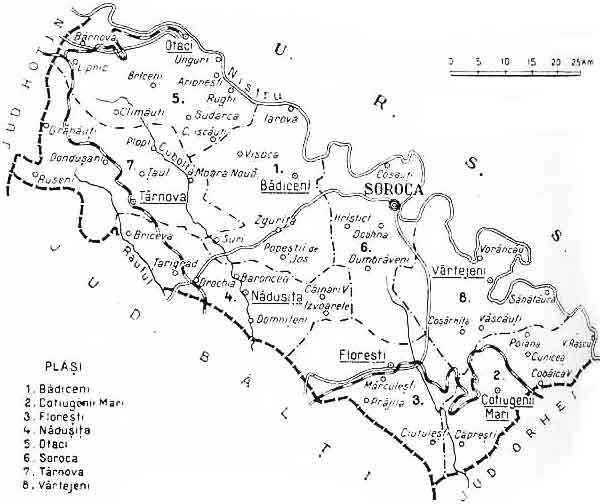
Harta județului, cu dispunerea și denumirea plășilor, în anul 1938.

Județul se afla în partea de nord-est a României Mari, în nord-estul regiunii Basarabia, la granița cu Uniunea Sovietică. Actualmente teritoriul lui se află în totalitate în Republica Moldova. Se învecina la nord-vest cu județul Hotin, la vest și sud-vest cu județul Bălți, la sud-est cu județul Orhei, iar la est și nord-est cu U.R.S.S..

## Organizare
În anul 1930 teritoriul județului era împărțit în patru plăși:
1. Plasa Bădiceni,
2. Plasa Climăuți,
3. Plasa Cotiugenii-Mari și
4. Plasa Florești.

Mai târziu teritoriul județului a fost reîmpărțit în opt plăși:
1. Plasa Bădiceni,
2. Plasa Cotiugenii-Mari,
3. Plasa Florești,
4. Plasa Nădușita,
5. Plasa Otaci,
6. Plasa Soroca,
7. Plasa Târnova și
8. Plasa Vârtejeni.

La recensământul din toamna lui 1941 județul avea următoarea organizare administrativ-teritorială:
1. Orașul Soroca (reședința județului),
2. Plasa Climăuți,
3. Plasa Florești,
4. Plasa Nădușita și
5. Plasa Soroca.

## Populație
Conform datelor recensământului din 1930 populația județului era de 315.774 de locuitori, din care: 73,4% români, 8,6% ucraineni, 8,3 ruși, 9,2% evrei ș.a. Din punct de vedere confesional erau 88,6% ortodocși ș.a. Orașul Soroca avea o populație de 14.661 de locuitori.
Datele recensământului din 1941 indică o populație a județului de 310.220 de locuitori, din care: 84,57% români, 12,40% ucraineni, 2,10% ruși, 0,41% evrei, 0,19% polonezi ș.a.